# Vyhnanec (film)
Vyhnanec (v originále Bridge of Dragons, stylizováno jako A Bridge of Dragons) je americký romantický akční film z roku 1999, který režíroval Isaac Florentine. Ve filmu hrají Dolph Lundgren, Cary-Hiroyuki Tagawa, Valerie Chow a Gary Hudson. Lundgren a Tagawa spolu hráli již dříve ve filmu Zúčtování v Malém Tokiu z roku 1991. Jedná se o první film společnosti Nu Image, který byl natáčen v Bulharsku.

## Zápletka
V postapokalyptickém světě v roce 2050 si chce despotický generál Ruechang vzít princeznu Halo, která by mu mohla zajistit legitimitu v čele země. Jeho nejlepší voják Warchild se mu však postaví a pokusí se pomoci Halo přinést zemi mír.

## Obsazení
- Dolph Lundgren jako Warchild
- Cary-Hiroyuki Tagawa jako generál Ruechang
- Valerie Chow jako princezna Halo (v titulcích jako Rachel Shane)
- Gary Hudson jako Emmerich
- John Bennett jako registrátor
- Scott L. Schwartz jako Belmont
- Jo Kendall jako Lily
- Dave Nichols jako York
- Bashar Rahal jako Robert
- Velizar Binev jako krejčí
- Ivan Istatkov jako arénový mistr
- Nikolay Binev jako doktor
- Boyan Milushev jako Jake
- Sevdelin Ivanov jako Scott
- Brian Fitkin jako vůdce povstalců